# Filmes de 1933 da RKO Pictures

## A RKO em 1933

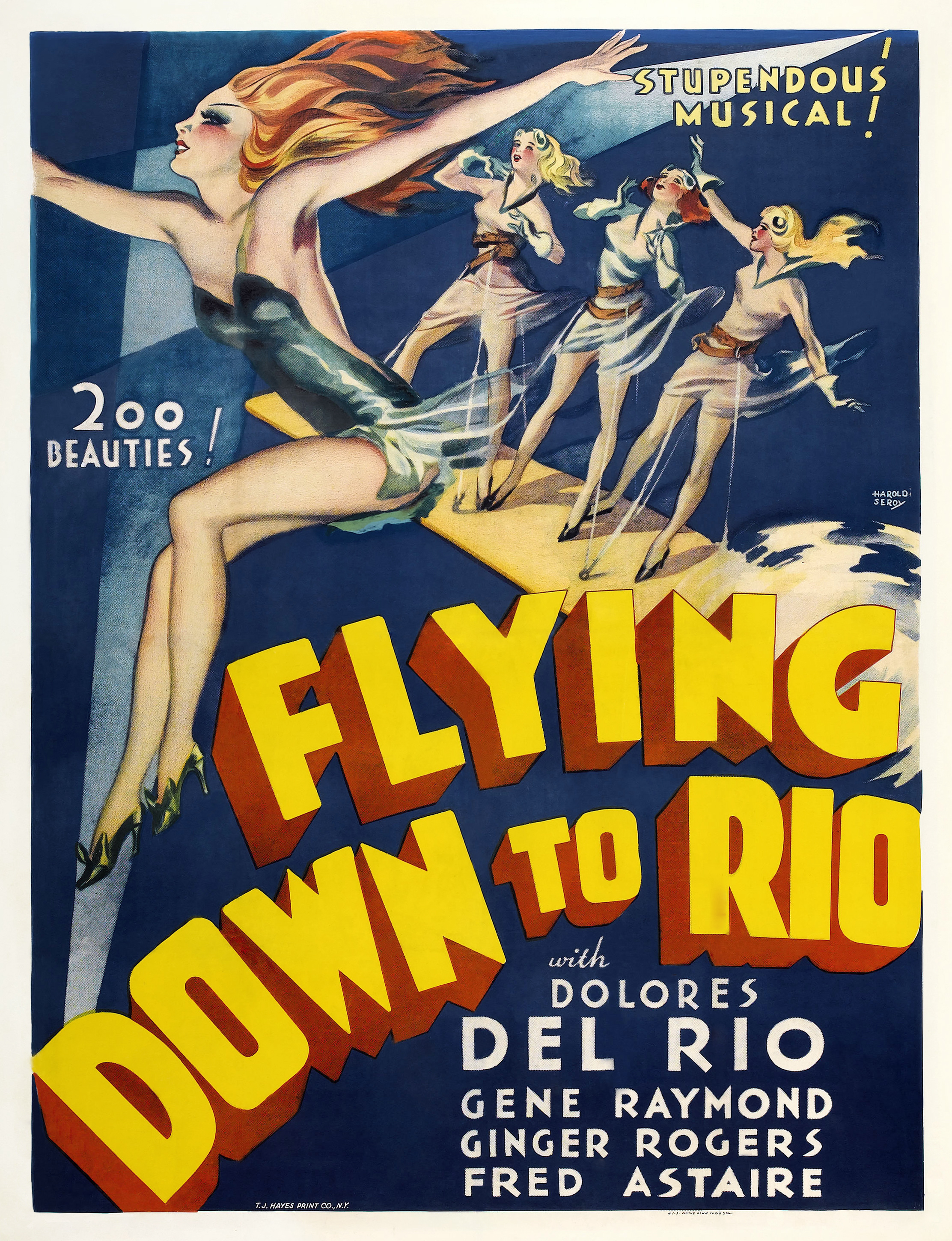
Flying Down to Rio, um dos destaques da RKO no ano

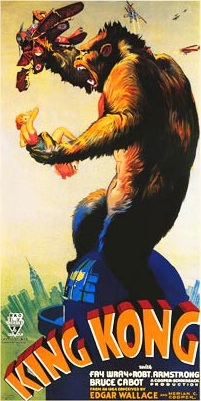
King Kong, o maior sucesso do estúdio em 1933

Em fevereiro, após chegar a um impasse com a presidência sobre quem teria a palavra final no estúdio, David O. Selznick deixou a RKO Pictures e assinou com a MGM. Merian C. Cooper, escalado para seu lugar, sofreu um infarto em setembro e foi substituído na gerência de produção por Pandro S. Berman até dezembro. Cooper é o diretor, com Ernest B. Schoedsack, de King Kong, clássico do filme de aventuras e maior sucesso do estúdio no ano.
Em consequência da política de contenção de despesas em andamento, o estúdio despediu diversos nomes importantes em postos-chave, principalmente (mas não só) escritores. Com isso, em seis meses as despesas com roteiristas foram reduzidas à metade. Também partiram o diretor George Cukor e a estrela cadente Constance Bennett. Em compensação, John Ford chegou para fazer um filme e acabou contratado para outros três.
Em 1933 a RKO lançou 49 filmes, 41 deles produções próprias e 8 independentes. O estúdio desistiu dos faroestes e dispensou o cowboy Tom Keene, enquanto os musicais retornaram com força. Os grandes sucessos foram King Kong e Little Women, porém Morning Glory, One Man's Journey, Flying Down to Rio e Melody Cruise também deram dinheiro. Morning Glory proporcionou a Katharine Hepburn seu primeiro Oscar de Melhor Atriz, enquanto Little Women recebeu três indicações, tendo sido agraciado com a estatueta de Melhor Roteiro Adaptado.
A Grande Depressão ainda era uma realidade, e os prejuízos somaram $4.384.064, menos de metade do registrado no ano anterior.

## PrêmiosOscar
Sexta cerimônia, com os filmes exibidos entre 1 de agosto de 1932 e 31 de dezembro de 1933
| Filme             | Indicações                                          | Premiações                      |
| ----------------- | --------------------------------------------------- | ------------------------------- |
| Morning Glory     | Melhor Atriz (Katharine Hepburn)                    | Melhor Atriz                    |
| Little Women      | Melhor Filme Melhor Diretor Melhor Roteiro Adaptado | Melhor Roteiro Adaptado         |
| So This Is Harris | Melhor Curta-Metragem (Comédia)                     | Melhor Curta-Metragem (Comédia) |

- Dewey Starkey: Oscar de Melhor Diretor Assistente, juntamente com outros seis colegas de profissão

## Outras premiações
- Little Women foi incluído entre os dez melhores filmes do ano pelo National Board of Review e pelo Film Daily. Pelo seu papel na película, Katharine Hepburn recebeu a Medalha de Ouro do Festival de Veneza
- Topaze foi escolhido o Melhor Filme do Ano pelo National Board of Review

## Os filmes do ano
| Título original             | Título PT/BR             | Título PT/PT                 | Astros                                   | Diretor                                |
| --------------------------- | ------------------------ | ---------------------------- | ---------------------------------------- | -------------------------------------- |
| Ace of Aces                 |                          |                              | Richard Dix, Elizabeth Allan             | J. Walter Ruben                        |
| After Tonight               | A Espiã Russa            |                              | Constance Bennett, Gilbert Roland        | George Archainbaud                     |
| Aggie Appleby, Maker of Men | Treinando Homens         |                              | Charles Farrell, Wynne Gibson            | Mark Sandrich                          |
| Ann Vickers                 | Ann Vickers              |                              | Irene Dunne, Walter Huston               | John Cromwell                          |
| Bed of Roses                |                          |                              | Constance Bennett, Joel McCrea           | Gregory La Cava                        |
| Before Dawn                 |                          |                              | Stuart Erwin, Dorothy Wilson             | Irving Pichel                          |
| The Big Brain               |                          |                              | George F. Stone, Phillips Holmes         | George Archainbaud                     |
| Blind Adventure             |                          |                              | Robert Armstrong, Helen Mack             | Ernest B. Schoedsack                   |
| Chance at Heaven            | Amor Que Engana          |                              | Ginger Rogers, Joel McCrea               | William A. Seiter                      |
| The Cheyenne Kid            |                          | O Centauro de Cheyenne       | Tom Keene, Mary Mason                    | Robert F. Hill                         |
| Christopher Strong          | Assim Amam as Mulheres   | O Que Faz o Amor             | Katharine Hepburn, Colin Clive           | Dorothy Arzner                         |
| Cross-Fire                  |                          |                              | Tom Keene, Betty Furness                 | Otto Brower                            |
| Deluge                      | O Dilúvio                | O Dilúvio                    | Peggy Shannon, Lois Wilson               | Felix E. Feist                         |
| Diplomaniacs                | A Liga das Mulheres      | Os Heróis da Paz             | Bert Wheeler, Robert Woolsey             | William A. Seiter                      |
| Double Harness              |                          |                              | Ann Harding, William Powell              | John Cromwell                          |
| Emergency Call              |                          |                              | Bill Boyd, Wynne Gibson                  | Edward L. Cahn                         |
| Flaming Gold                |                          |                              | Bill Boyd, Mae Clarke                    | Ralph Ince                             |
| Flying Devils               |                          | Diabos Voadores              | Arline Judge, Bruce Cabot                | Russell Birdwell                       |
| Flying Down to Rio          | Voando para o Rio        | Voando para o Rio de Janeiro | Dolores del Rio, Gene Raymond            | Thornton Freeland                      |
| Goldie Gets Along           |                          |                              | Lili Damita, Charles Morton              | Malcolm St. Clair                      |
| Goodbye Love                |                          |                              | Charles Ruggles, Verree Teasdale         | H. Bruce Humberstone                   |
| The Great Jasper            |                          |                              | Richard Dix, Edna May Oliver             | J. Walter Ruben                        |
| Headline Shooter            |                          |                              | William Gargan, Frances Dee              | Otto Brower                            |
| If I Were Free              | Se Eu Fosse Livre        |                              | Irene Dunne, Clive Brook                 | Elliott Nugent                         |
| India Speaks                |                          |                              | Documentário                             | Walter Futter, Richard Halliburton     |
| King Kong                   | King Kong                | King Kong                    | Fay Wray, Robert Armstrong               | Merian C. Cooper, Ernest B. Schoedsack |
| Little Women                | Quatro Irmãs             | As Quatro Irmãs              | Katharine Hepburn, Joan Bennett          | George Cukor                           |
| Lucky Devils                |                          | Quanto Vale uma Vida         | Bill Boyd, Dorothy Wilson                | Ralph Ince                             |
| Man Hunt                    |                          |                              | Junior Durkin, Charlotte Henry           | Irving Cummings                        |
| Melody Cruise               | Cruzeiro dos Amores      | Melodia Azul                 | Charles Ruggles, Phil Harris             | Mark Sandrich                          |
| Midshipman Jack             |                          |                              | Bruce Cabot, Betty Furness               | Christy Cabanne                        |
| The Monkey's Paw            |                          |                              | Ivan F. Simpson, Louise Carter           | Wesley Ruggles, Ernest B. Schoedsack   |
| Morning Glory               | Manhã de Glória          | Glória de um Dia             | Katharine Hepburn, Douglas Fairbanks Jr. | Lowell Sherman                         |
| No Marriage Ties            |                          |                              | Richard Dix, Elizabeth Allan             | J. Walter Ruben                        |
| No Other Woman              | Mulher, Só Aquela        | A Única Mulher               | Irene Dunne, Charles Bickford            | J. Walter Ruben                        |
| One Man's Journey           | O Drama de Um Homem      |                              | Lionel Barrymore, May Robson             | John S. Robertson                      |
| Our Betters                 |                          |                              | Constance Bennett, Violet Kemble Cooper  | George Cukor                           |
| The Past of Mary Holmes     |                          |                              | Helen MacKellar, Eric Linden             | Harlan Thompson, Slavko Vorkapich      |
| Professional Sweetheart     | Namoradeira Profissional |                              | Ginger Rogers, Norman Foster             | William A. Seiter                      |
| Rafter Romance              | Adorada Inimiga          |                              | Ginger Rogers, Norman Foster             | William A. Seiter                      |
| The Right to Romance        | Divina                   |                              | Ann Harding, Robert Young                | Alfred Santell                         |
| Sailor Be Good              |                          |                              | Jack Oakie, Vivienne Osborne             | James Cruze                            |
| Scarlet River               |                          | O Rio Escarlate              | Tom Keene, Dorothy Wilson                | Otto Brower                            |
| The Silver Cord             | Amor de Mãe              |                              | Irene Dunne, Joel McCrea                 | John Cromwell                          |
| The Son of Kong             |                          | O Filho de King Kong         | Robert Armstrong, Helen Mack             | Ernest B. Schoedsack                   |
| Son of the Border           |                          | A Vingadora da Fronteira     | Tom Keene, Julie Haydon                  | Lloyd Nosler                           |
| Sweepings                   |                          | Duas Gerações                | Lionel Barrymore, Eric Linden            | John Cromwell                          |
| Tomorrow at Seven           |                          | O Ás de Espadas              | Chester Morris, Vivienne Osborne         | Ray Enright                            |
| Topaze                      | Topázio                  |                              | John Barrymore, Myrna Loy                | Harry d'Abbadie d'Arrast               |